# Ribeira Grande (Açores)
Pour les articles homonymes, voir Ribeira Grande.
Ribeira Grande est la deuxième ville en importance de l'île de São Miguel dans l'archipel des Açores, avec près de 5 300 habitants. Elle a été déclarée ville le 29 juin 1981. Elle fait partie du conseil du même nom.
Le territoire de la commune abrite les deux seules plantations de thé européennes : Chá Gorreana et Chá Porto Formoso.

## Conseil de Ribeira Grande
La superficie du conseil de Ribeira Grande est de 179,50 km² pour une population de 32 112 habitants (2011). Il est subdivisé en 16 villages. Les limites géographiques du conseil sont: à l'est le conseil de Nordeste, au sud par Povoação, Vila Franca do Campo et Lagoa, à l'ouest celui de Ponta Delgada et au nord l'océan Atlantique.

### Démographie
| 1849   | 1900   | 1930   | 1960   | 1981   | 1991   | 2001   | 2011   |
| ------ | ------ | ------ | ------ | ------ | ------ | ------ | ------ |
| 18 967 | 25 778 | 28 486 | 39 597 | 28 128 | 27 163 | 28 462 | 32 112 |

### Villages
Les villages qui font partie du conseil de Ribeira Grande sont:
- Burguete
- Calhetas
- Conceição
- Fenais da Ajuda
- Lomba da Maia
- Lomba de São Pedro
- Lombinha da Maia
- Maia
- Matriz
- Pico da Pedra
- Porto Formoso
- Rabo de Peixe
- Ribeira Seca
- Ribeirinha
- Santa Bárbara
- São Brás